# Indiase luchtmacht
De Indiase luchtmacht (IAF) is de luchtmachttak van de krijgsmacht van India. Ze werd opgericht in 1932 en telt anno 2006 zo'n 170.000 manschappen en 1430 vliegtuigen. Daarmee is de Indische luchtmacht de op drie na grootste ter wereld. Het hoofdkwartier is gevestigd in de hoofdstad New Delhi.

## Geschiedenis

Vaandel.

De Indiase luchtmacht werd bij wet opgericht op 8 oktober 1932. Op 1 april 1933 werd het eerste squadron operatief. Het bestond uit vijf Indische piloten onder een commandant van de Britse luchtmacht en was uitgerust met vier Westland Wapiti-vliegtuigen.
De IAF zag voor het eerst actie tijdens de Tweede Wereldoorlog tegen Japan. De Indiërs stopten de Japanse opmars in Birma en bombardeerden Japanse bases aldaar. Na de oorlog mocht de Indische luchtmacht voor bewezen diensten het prefix Koninklijk dragen en werd aldus de Koninklijke Indische luchtmacht. Toen India in 1950 een republiek werd werd dit prefix geschrapt.
De Indische nederlaag bij de oorlog met China in 1962 bracht de tekortkomingen van de luchtmacht aan het licht. Volgend op de oorlog werd het aantal manschappen verviervoudigd en werden nieuwe Antonov An-12B- en Fairchild C-119-transportvliegtuigen aangeschaft.
De Tweede Kasjmiroorlog tegen Pakistan in 1965 was een nieuwe test voor de Indische luchtmacht. De IAF bombardeerde met succes Pakistaanse bases en zorgde voor luchtdekking voor de landmacht, maar kende hevige weerstand van de Pakistaanse luchtmacht. Na de oorlog begon de IAF opnieuw te moderniseren met de aankoop van nieuwe gevechtsvliegtuigen.
Waar de oorlog in 1965 nog onbeslist was gebleven werd de Indo-Pakistaanse Oorlog van 1971 een grote overwinning voor India. De Indische luchtmacht behaalde het luchtoverwicht en bombardeerde dagelijks bases, wapenfabrieken en olie- en gasinstallaties in Pakistan.
In 1999 was India wederom in oorlog met Pakistan tijdens de Kargil-oorlog. De luchtmacht zorgde opnieuw voor luchtdekking en voerde luchtaanvallen uit. In tegenstelling tot de eerdere oorlogen gingen bij dit conflict slechts enkele toestellen verloren. Bij een grensincident kort na de oorlog haalden twee Indische gevechtsvliegtuigen een Pakistaanse Breguet Atlantique neer.

## Structuur en bases
De Indische luchtmacht is verdeeld in vijf regionale luchtcommando's:
- ■ Westelijk luchtcommando
- ■ Oostelijk luchtcommando
- ■ Centraal luchtcommando
- ■ Zuidelijk luchtcommando
- ■ Zuidwestelijk luchtcommando

Daarnaast zijn er nog twee nevencommando's:
- ■ Trainingscommando
- ■ Onderhoudscommando

Elk van de vijf luchtcommando's heeft een deel van de zestigtal luchtmachtbases in India onder controle.

## Inventaris
| Toestel                   | Versie(s)                 | #           | Rol                               | Herkomst                      |             |
| Vliegtuigen               | Vliegtuigen               | Vliegtuigen | Vliegtuigen                       | Vliegtuigen                   | Vliegtuigen |
| ------------------------- | ------------------------- | ----------- | --------------------------------- | ----------------------------- | ----------- |
| Antonov An-32             |                           | 94          | transport                         | Sovjet-Unie                   |             |
| Avro 748                  | HS 748-100                | 64          | transport                         | Verenigd Koninkrijk           |             |
| BAE Hawk                  | 132                       | 106         | training                          | Verenigd Koninkrijk           |             |
| Boeing 737                | 737-200                   | 3           | transport                         | Verenigde Staten              |             |
| Dassault Mirage 2000      | 2000H                     | 3912        | gevechttraining                   | Frankrijk                     |             |
| Dornier Do 228            | 228-201                   | 40          | transport                         | Duitsland                     |             |
| Embraer EMB 135           | ECJ-135                   | 5           | passagiers                        | Brazilië                      |             |
| Gulfstream III            |                           | 3           | passagiers                        | Verenigde Staten              |             |
| HAL HJT-16                |                           | 84          | training                          | India                         |             |
| HAL HJT-36                |                           | 12          | training                          | India                         |             |
| HAL HPT-32                |                           | 70          | training                          | India                         |             |
| HAL Tejas                 |                           | (40)        | gevecht                           | India                         |             |
| IljoesjinIAI              |                           | (6)         | AWACS                             | Rusland Israël                |             |
| Iljoesjin Il-76           | Il-76Il-78MKI             | 256         | transporttanker                   | Sovjet-Unie                   |             |
| Lockheed C-130            | C-130J                    | (6)         | transport                         | Verenigde Staten              |             |
| Mikojan-Goerevitsj MiG-21 | MiG-21MiG-21bisMiG-21M/MF | 12513488479 | onderschepping training           | Sovjet-Unie                   |             |
| Mikojan-Goerevitsj MiG-27 | MiG-27ML                  | 11911       | grondaanval                       | Sovjet-Unie                   |             |
| Mikojan-Goerevitsj MiG-29 |                           | 576         | gevechttraining                   | Sovjet-Unie                   |             |
| Sepecat Jaguar            | ISIM                      | 1302762     | grondaanvaltrainingmarinetraining | Frankrijk Verenigd Koninkrijk |             |
| Soechoj Soe-30            | Soe-30MKI                 | (230)       | gevecht                           | Rusland                       |             |
| Helikopters               |                           |             |                                   |                               |             |
| Aérospatiale Alouette III | SA 316B                   | 60          | varia                             | Frankrijk                     |             |
| Aérospatiale Lama         | SA 315B                   | 24          | varia                             | Frankrijk                     |             |
| HAL Dhruv                 |                           | 64          | varia                             | India                         |             |
| Mil Mi-8                  | Mi-8Mi-17                 | 8293        | transport                         | Sovjet-Unie                   |             |
| Mil Mi-17                 | Mi-17-1V                  | (80)        | varia                             | Rusland                       |             |
| Mil Mi-26                 |                           | 6           | transport                         | Sovjet-Unie                   |             |
| Mil Mi-35                 |                           | 25          | aanval                            | Sovjet-Unie                   |             |